# Super Eurobeat Presents Euro Every Little Thing
Albums de Every Little Thing
4 Force
(22 mars 2001) Every Ballad Songs
(5 déc. 2001)
Super Eurobeat Presents Euro Every Little Thing  (titré : SUPER EUROBEAT presents Euro Every Little Thing) est le troisième album de remix de chansons du groupe japonais Every Little Thing, sorti en 2001.

## Présentation
L'album sort le 5 septembre 2001 au Japon sur le label Avex Trax, huit mois après le précédent album du groupe, 4 Force, et trois ans après son précédent album de remix The Remixes II (lui-même précédé de The Remixes). Il atteint la troisième place du classement des ventes de l'Oricon, et reste classé pendant dix semaines.
Il contient des versions remixées dans le genre eurobeat par différents DJs étrangers de quinze chansons du groupe parues précédemment en single dans leur version d'origine (des 18 singles sortis jusqu'alors, seules manquent Dear My Friend, Ai no Kakera, Graceful World, ainsi que les deuxièmes "co-face A" des quatre singles "double face A"). Deux autres albums de remix de titres du groupe sortiront encore six mois plus tard : Cyber Trance Presents ELT Trance et The Remixes III: Mix Rice Plantation.
L'album fait partie d'une série d'albums de remix lancée par Avex Trax en 2000 sous le nom Super Eurobeat Presents : J-Euro, comprenant : Super Eurobeat presents ayu-ro mix et (...) ayu-ro mix 2 (remixes d'Ayumi Hamasaki), Hyper Euro MAX (de MAX), Euro Global (de Globe), et Euro "Dream" Land (de Dream). Six mois plus tard sortira Cyber Trance Presents ELT Trance.

## Liste des titres
Toutes les chansons sont écrites et composées par Mitsuru Igarashi, sauf n°14 (Kaori Mochida / ELT) et n°15 (Mochida / Kikuchi).
| 1.  | For the Moment (Euroverdrive Remix) (For the moment ...)  | Laurent G. Newfield          | 5:19 |
| 2.  | Face the Change (Melodic Remix) (Face the change ...)     | Luca Degani, Sergio Dall'ora | 5:28 |
| 3.  | Deatta Koro no Yō ni (Pop Remix) (出逢った頃のように ...) | Bratt Sinclaire              | 4:08 |
| 4.  | Forever Yours (Euro-Pop Mix) (FOREVER YOURS ...)          | Dave Rodgers                 | 5:00 |
| 5.  | Rescue Me (Melancholy Mix) (Rescue me ...)                | Luca Degani, Sergio Dall'ora | 4:44 |
| 6.  | Necessary (Power Mix) (NECESSARY ...)                     | Bratt Sinclaire              | 5:16 |
| 7.  | Future World (Euro-Power Mix)                             | Dave Rodgers                 | 4:06 |
| 8.  | Time Goes By (Eurosenti Mix) (Time goes by ...)           | Luca Degani, Sergio Dall'ora | 5:19 |
| 9.  | Pray (Delta Pop Mix)                                      | Bratt Sinclaire              | 5:07 |
| 10. | Someday, Someplace (Europop Mix)                          | Luca Degani, Sergio Dall'ora | 5:20 |
| 11. | Shapes of Love (Plug And Play Mix) (Shapes Of Love ...)   | Laurent G. Newfield          | 5:35 |
| 12. | Over and Over (Traditional Mix)                           | Dave Rodgers                 | 4:54 |
| 13. | Feel My Heart (Eurobeat Mix)                              | Luca Degani, Sergio Dall'ora | 5:30 |
| 14. | Sure (Eurolovers Remix) (sure ...)                        | Laurent G. Newfield          | 5:33 |
| 15. | Fragile (White Roses Remix) (fragile ...)                 | Laurent G. Newfield          | 5:52 |